# Beata Halicka

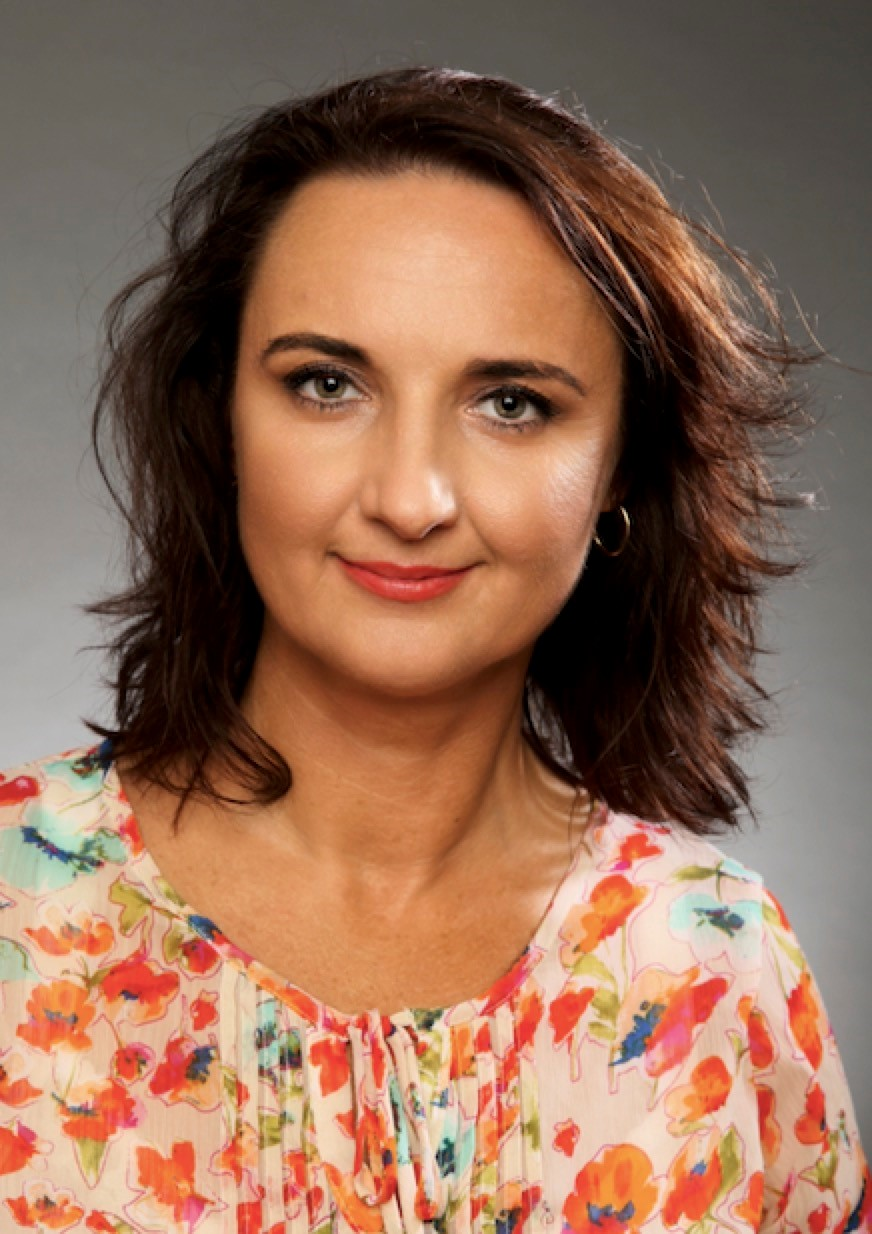
Beata Halicka

Beata Halicka (* 1972) ist eine polnische Kulturhistorikerin.

## Leben
Beata Halicka wurde 2001 an der Universität Vechta mit einer Dissertation über die Rezeption der Lyrik der polnischen Schriftstellerin und Nobelpreisträgerin Wisława Szymborska in Deutschland promoviert, das Buch erschien 2002 und in polnischer Übersetzung 2006. Halicka habilitierte sich 2012 an der Europa-Universität Viadrina in Frankfurt (Oder) mit einer Studie über die „Wiedergewonnenen Gebiete“ Polens. Sie lehrte von 2013 bis 2018 am Deutsch-Polnischen Forschungsinstitut des Collegium Polonicum in Słubice und ist seither Professorin an der Fakultät für Geschichte der Adam-Mickiewicz-Universität Posen. Sie arbeitete außerdem von 2006 bis 2014 als Dozentin an der Universität in Frankfurt (Oder).

## Schriften (Auswahl)
- Zur Rezeption der Gedichte von Wisława Szymborska in Deutschland. Berlin : Logos, 2002 Zugl.: Vechta, Hochsch., Diss., 2001, ISBN 978-3-89722-840-5
- Krosno Odrzańskie : 1005–2005 ; wspólne dziedzictwo kultury = Crossen an der Oder. Illustrationen Willi Gerlach, Andrzej Antonowicz. Skórzyn : Wydawn. Instytutowe, 2005, ISBN 978-83-92227-30-4
- mit Karl Schlögel (Hrsg.): Oder-Odra. Blicke auf einen europäischen Strom. Frankfurt am Main : Lang, 2007, ISBN 978-3-631-56149-2
- (Hrsg.): Kozaky – Pyrehne: Polen, Deutsche und Ukrainer auf dem Erinnerungspfad erzwungener Migrationen = Kozaki – Pyrzany: Polifonia pamiȩci o przymusowych migracjach we wspomnieniach Polaków, Niemców i Ukraińców. Skórzyn: Wydawn. Instytutowe, 2011, ISBN 978-83-922273-3-5
- Polens Wilder Westen : erzwungene Migration und die kulturelle Aneignung des Oderraums 1945–1948. Paderborn : Schöningh, 2013, ISBN 978-3-506-77695-2
- Życie na pograniczach. Zbigniew Anthony Kruszewski. Biografia. Warschau: Oficyna Wydawnicza ASPRA-JR, 2019[1]